# NGC 591
NGC 591 è una galassia lenticolare situata nella costellazione di Andromeda a una distanza di circa 206 milioni di anni luce dalla nostra Via Lattea.

## Descrizione
La galassia presenta una larga riga a 21 cm dell'idrogeno neutro; è inoltre una galassia attiva classificata come galassia di Seyfert di tipo 1/2. Il nucleo di NGC 591 è molto brillante nell'ultravioletto.
La galassia è inserita nel catalogo di Markarian con il codice Mrk 1157 (MK 1157).

## Scoperta
NGC 591 è stata scoperta il 10 ottobre 1866 dall'astronomo americano Truman H. Safford.

## Gruppo di NGC 507
NGC 591 fa parte del Gruppo di NGC 507, un vasto raggruppamento che comprende almeno 42 galassie, 21 delle quali figurano nel New General Catalogue (NGC) e 5 nell'Index Catalogue (IC). Quattro membri di questo gruppo sono anche inclusi tra le galassie di Markarian. La  galassia più luminosa del gruppo è NGC 507, mentre la più estesa è NGC 536.

## Buco nero supermassiccio
Uno studio del 2007 sulla dispersione di velocità di circa 90 galassie del tipo Seyfert 2, ha permesso di stimare la massa del buco nero supermassiccio che si ritiene sia presente nel nucleo delle galassie. Per NGC 591 la stima è di 6,8 x 106 {\displaystyle M_{\odot }} (masse solari).